# Ella Billing
Elna "Ella" Billing, född Wulff den 26 mars 1869 i Färlövs församling, Kristianstads län, död 22 december 1921 i Sankt Matteus församling, Stockholms stad, var en svensk rösträttskvinna och samhällsdebattör.

## Biografi
Ella Billings föräldrar var torparen Nils Wulff och hans hustru Johanna Karlsdotter.  I familjen fanns flera barn. Det är lite känt kring Ella Billings uppväxt.
Under en tid arbetade Ella Billing som småskollärare i Kristianstads småskola. Senare blev Ella Billing också medlem av fattigvårdsstyrelsen i samma stad. Där verkade hon särskilt för de unga och uppmärksammades för sitt engagemang i arbetet.
Ella Billings engagemang för kvinnors rösträtt tog fart i Föreningen för kvinnans politiska rösträtt (FKPR) i Kristianstad. Den 16 augusti 1897 gifte Ella Billing sig med Johan Albert Billing och de fick senare två barn. När hon och maken år 1912 bestämde sig för att flytta till Stockholms hölls en stor avskedsfest arrangerad av just Kristianstads FKPR.
Ella Billings engagemang i rösträttsfrågan fortsatte. Hon reste landet runt och agiterade för rösträtt, samlade in namnunderskrifter och startade lokalföreningar. Hon var också skribent för tidningen Rösträtt för kvinnor och beskrevs i samtiden som både målmedveten och energisk. År 1913 besökte Ella Billing rösträttsgrupperna i norra Sverige vilket blev brett uppmärksammat. Hon skrev varmt om lokalavdelningen i Luleå och deras ledare Märta Bucht i det resebrev som publicerades i Rösträtt för kvinnor. Under första världskriget inkluderade Ella Billing världshändelserna i sina framföranden, då under rubriken “När fosterlandet kallar”, och hon föreläste om kvinnors uppgift och roll under kriget. Ella Billing blev samtidigt också föreståndare för den kommunala hjälpbyrån på Kungsholmen.
År 1915 valdes Ella Billing som ledamot i Stockholms stadsfullmäktige där hon satt en kortare period. Hon blev föreståndare för Nordiska Kompaniets intressekontor, en institution som skötte de anställdas ekonomi. Ella Billing hade många förtroendeuppdrag, så även ett ordförandeskap i Stockholmsavdelningen för Svenska Kvinnors Medborgarförbund.
Ella Billing avled den 22 december 1921 i Stockholm och är begravd på Östra Begravningsplatsen i Kristianstad.